# Suomen Lähijunat
Suomen Lähijunat Oy (deutsch in etwa: Finnische Lokalzüge) ist ein im Februar 2022 gegründetes finnisches Eisenbahnverkehrsunternehmen, das Öffentlichen Personennahverkehr anbieten wird.

## Planungen
Das Unternehmen hat am 6. September 2022 elf abgestellte und nicht mehr von VR-Yhtymä verwendete Sm2-Züge gekauft, wird diese instand setzen lassen und damit Nahverkehr im Südwesten von Finnland durchführen.
Erstes Projekt ist die Bedienung der Strecke Turku–Uusikaupunki–Kalaranta, die seit dem 1. Februar 1993 im Personenverkehr nicht mehr bedient wird. Die Strecke führt weiter bis zum Hafen in Hangonsaari. Diese etwa 66 Kilometer lange Strecke wurde zwischen 2018 und 2021 elektrifiziert.
Zwischen Turku und Uusikaupunki sind grundlegende Streckenverbesserungen geplant. Neben der Verminderung der Anzahl von ungesicherten Bahnübergängen und der Ausbau des Oberbaus und der Gleisentwässerung soll der Abzweig zwischen Raisio und Naantali ebenfalls elektrifiziert werden, der dann mit befahren werden soll.
Nach einem Fahrplanentwurf soll die Fahrzeit zwischen Turku und Kalaranta eine knappe Stunde dauern, es ist stündlicher Betrieb vorgesehen, der 2024 aufgenommen werden sollte. Weitere Ziele im Reisezugverkehr sollen Loimaa und Salo werden, auch dort muss zuvor die vorhandene Infrastruktur wieder herstellt werden.
Suomen Lähijunat hat ein vorläufiges Angebot für einen Nahverkehrszugdienst in für die Strecke Uusikaupunki–Salo eingereicht. Weitere angedachte Ziele sind Rauma, Vaasa und Seinäjoki–Kurikka. Der Vertrag über den Kauf der Sm2-Züge ist gültig, der Zahlungstermin wurde jedoch verschoben. Die Züge sind teilweise demontiert. Wie vereinbart hat VR Ersatzteile ausgebaut, die Lähijunat Oy in den modernisierten Zügen nicht benötigt. Die Züge stehen in der seit 2018 stillgelegten Maschinenwerkstatt Hyvinkää der VR.
Suomen Lähijunat war nicht in der Lage, die erforderliche Finanzierung aufzubringen und der Kaufvertrag des Unternehmens drohte auszulaufen.  Erst nach einer Gesetzesänderung konnten Kommunen Reisezüge bei Suomen Lähijuni bestellen. Nach dem Abschluss einer Dienstleistungsvereinbarung erhielt Suomen Lähijunat Finanzmittel für den Kauf der Züge. Das Eigentum an den Zügen wurde am 30. November 2023 an Suomen Lähijunat Oy übertragen.

## Modernisierungsvorhaben
Die Züge sollen in der Werkstatt in Hyvinkää modernisiert werden. Es ist geplant, nur den Fahrzeugrahmen, die Drehgestelle, die Radsätze und den Haupttransformator weiter zu verwenden, was 80 Prozent des Zugwertes ausmacht. Alle anderen Teile werden neu aufgebaut.
Mit den Zügen sollen zwei Einsatzgebiete bedient werden. Fünf der elf Züge sollen auf der teilweise seit 1993 nicht mehr im Personenverkehr bedienten Strecke Uusikaupunki–Salo eingesetzt werden. Für die Strecke Rauma–Tampere werden zwei Züge benötigt. Die vier weiteren Züge könnten Standorte möglicherweise in Tampere, Oulu oder Vaasa eingesetzt werden. Die ersten Züge könnten nach den Planungen Ende 2025 fahren.